# Clem (Vorname)
Clem ist ein männlicher Vorname. Er ist eine Kurzform des Namens Clement, der wiederum eine Variante von Clemens ist.

## Namensträger
- Clem Alford (* 1945), schottischer Musiker und Sitar-Spieler
- Clem Beauchamp (1898–1992), US-amerikanischer Filmschauspieler, Produktionsmanager und Regieassistent
- Clem Bevans (1879–1963), US-amerikanischer Schauspieler
- Clem Burke (1954–2025), US-amerikanischer Schlagzeuger und Mitglied der Band Blondie
- Clem Clempson (* 1949), britischer Gitarrist, der Mitglied mehrerer Rockbands war
- Clem Curtis (1940–2017), britischer Sänger (Pop, Soul)
- Clem DeRosa (1925–2011), US-amerikanischer Jazz-Schlagzeuger, Arrangeur, Orchesterleiter und Musikpädagoge
- Clem Moorman (1916–2017), US-amerikanischer Jazzsänger, Pianist, Arrangeur und Schauspieler
- Clem Portman (1905–1992), US-amerikanischer Tontechniker